# Magnus Carlsson
Lars Magnus Carlsson (ur. 24 czerwca 1974 w Boråsie) – szwedzki piosenkarz muzyki pop i disco, były wokalista zespołów Barbados i Alcazar.

## Życiorys

### Wykształcenie
Ukończył studia na Uniwersytecie w Göteborgu, gdzie studiował muzykę oraz naukę śpiewu.

### Kariera muzyczna

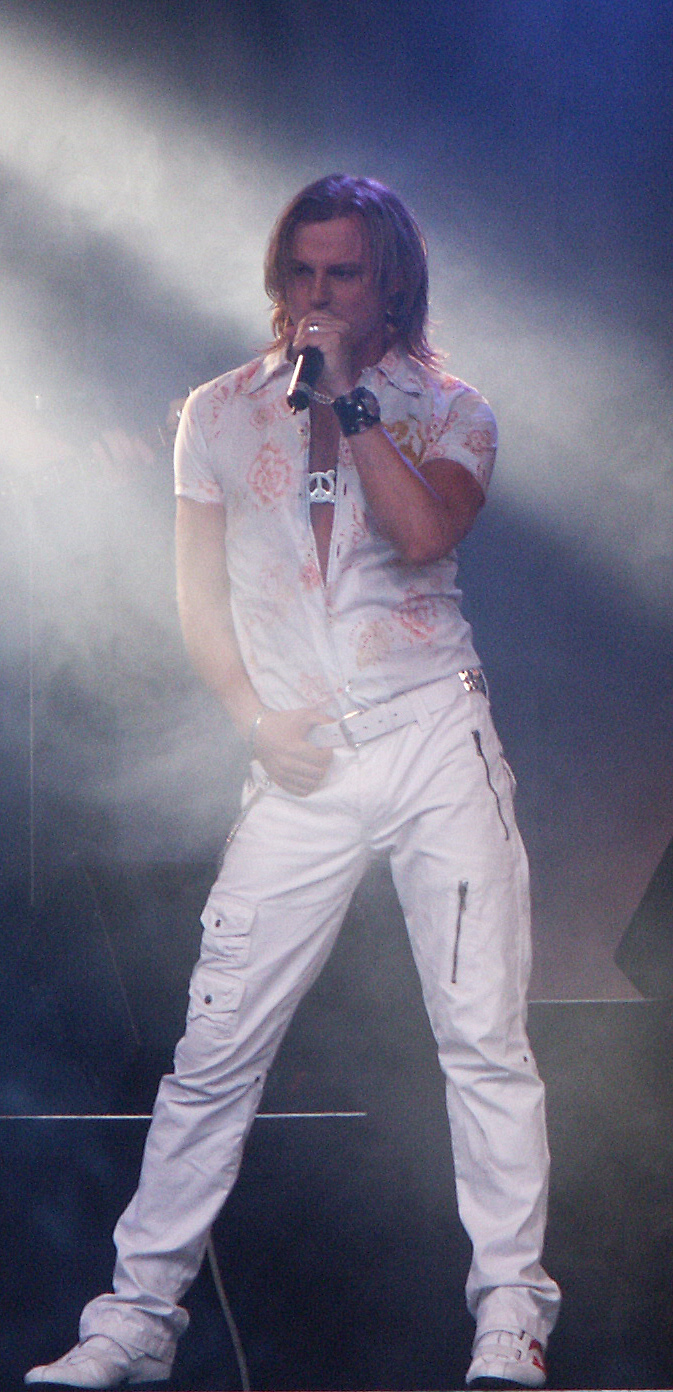
Magnus Carlsson na koncercie z zespołem Alcazar, 2004

Karierę muzyczną zaczynał w zespole Barbados, do której dołączył w 1994. W latach 2000–2002 brali udział w programie Melodifestivalen, zajmując 2. miejsce z utworami „Se mig” (200) i „Allt som jag ser” (2001) oraz 4. miejsce z piosenką „Världen utanför” (2002). W 2002 odszedł z zespołu, nagrawszy wspólnie osiem albumów studyjnych.
Pod koniec 2002 został członkiem zespołu Alcazar, z którym wydał trzy albumy studyjne: Alcazarized (2003), Dancefloor Deluxe (2004) i A Tribute to ABBA (2005). Dwukrotnie startowali w programie Melodifestivalen, za każdym razem zajmując trzecie miejsce w finale: w 2003 z piosenką „Not a Sinner, Nor a Saint”, a w 2005 – z „Alcastar”. W grudniu 2004 wystąpili podczas świątecznego koncertu Rainbow Mass organizowanego w kościele im. Gustafa Vasy w Sztokholmie. W trakcie koncertu zaśpiewali kilka świątecznych utworów i zaprezentowali autorską wersję singla „This Is the World We’re Live In”. W 2005 odszedł z zespołu, chcąc skupić się na karierze solowej.
Będąc członkiem zespołu Barbados, w 2001 wydał dwa solowe albumy studyjne: Allt är bara du, du, du i En ny jul. W 2003, będąc wokalistą zespołu Alcazar, wydał trzeci solowy album pt. Ett kungarike för en kram. W 2006 z piosenką „Lev livet!” zajął ósme miejsce w finale programu Melodifestivalen 2006, a także wydał dwie płyty solowe: Magnus Carlsson i Spår i snön. W 2007 z piosenką „Live Forever” startował w programie Melodifestivalen 2007 i zakończył udział na etapie półfinałów. Pomimo porażki, singiel okazał się przebojem w kraju oraz uzyskał status złotej płyty. Piosenkę umieścił na szóstym solowym albumie pt. Live Forever – The Album.
W 2009 wydał pierwszą płytę świąteczną pt. Christmas, na której umieścił największe bożonarodzeniowe przeboje i szwedzkojęzyczne kolędy w autorskiej interpretacji. W 2010 wydał album studyjny pt. Pop Galaxy, a w 2014 – drugi krążek świąteczny pt. Happy Holidays.
W 2015 z piosenką „Möt mig i Gamla stan” zajął 9. miejsce w finale Melodifestivalen 2015, a także wydał album pt. Gamla stan.

### Życie prywatne
Jest gejem. Był związany z członkiem zespołu Alcazar, Andreasem Lundstedtem. 29 stycznia 2006 wyszedł za mąż za Matsa Carlssona.

## Dyskografia

### Albumy studyjne

#### Wydane z Barbados
- Barbados (1994)
- The Lion Sleeps Tonight (1997)
- Nu kommer flickorna (1998)
- Belinda (1999)
- Rosalita (1999)
- Kom hem (2000)
- When the Summer Is Gone (2000)
- Världen utanför (2002)

#### Wydane z Alcazar
- Alcazarized (2003)
- Dancefloor Deluxe (2004)
- A Tribute to ABBA (2005)

#### Solowe
- Allt är bara du, du, du (2001)
- En ny jul (2001)
- Ett kungarike för en kram (2003)
- Magnus Carlsson (2006)
- Spår i snön (2006)
- Christmas (Deluxe Edition) (2009; album świąteczny)
- Pop Galaxy (2010)
- Happy Holidays (2014; album świąteczny)
- Gamla stan (2015)